# Biocitech
Biocitech Immobilier est'un parc technologique qui accueille des entreprises nationales et internationales dans les domaines des biotechnologies, de la santé et de l’environnement. Il est situé avenue Gaston-Roussel à  Romainville, sur le lieu historique du laboratoire pharmaceutique Roussel-Uclaf.
Le parc est adapté au développement des entreprises en biotechnologie, biopharmacie, bio-informatique, diagnostic, dispositifs et équipements médicaux, imagerie, environnement ainsi que prestations de services scientifiques et technologiques. Il forme un écosystème permettant aux chercheurs de se rencontrer.
Longtemps géré par Sanofi, la Caisse des Dépôts et Consignations a repris avec la SCET - société d’ingénierie accompagnant les collectivités, filiale de la Caisse des Dépôts et Consignations - ce siège historique afin de préserver les entreprises et le tissu de recherche local après le départ de Sanofi. La SCET se concentre aujourd’hui sur le développement de Biocitech Immobilier.
Cette cité technologique francilienne est classée ICPE (Installations Classées pour la Protection de l’Environnement).

## Partenaires
Depuis 2010, Biocitech Immobilier participe à la création de l’incubateur de projets, Bond’Innov, unique en zone urbaine sensible. Il permet aux créateurs d’entreprises, notamment dans le domaine des biotechnologies, de s’installer tout près de Paris et de disposer de compétences et de moyens pour les accompagner dans leur parcours entrepreneurial.
En 2012, Biocitech Immobilier et l’Assistance Publique – Hôpitaux de Paris (AP-HP) signent une convention de coopération, afin d’accélérer la création et le développement scientifique de jeunes entreprises des sciences de la vie. Les porteurs de projets issus de l’AP-HP pourront bénéficier d’un accès facilité aux locaux de Biocitech Immobilier, tandis que les résidents du parc pourront bénéficier d’un accès aux innovations technologiques de l’AP-HP.
Biocitech Immobilier  et la CCIP (Chambre de Commerce et d’Industrie de Paris) signent un accord de prestations de services. D’une part, la CCIP fournit des prestations d’information économique et de veille en propriété industrielle. D’autre part, Biocitech Immobilier prévoit la mise en place du réseau Netbiotech, groupement des entreprises du parc Biocitech Immobilier. Les membres de Netbiotech se réuniront plusieurs fois par an pour échanger des bonnes pratiques.

## Résidents
Les entreprises résidentes chez Biocitech Immobilier y ont pour la plupart installé leur siège social :
- Actolis
- Ad Pueri Vitam
- Adebiotech
- Agelec
- Albhades Structuralis
- Alkapharm
- Biodixis
- Biomillenia
- Galápgos
- In Situ Environnement
- Metabolium
- Mitologics
- Mutabilis
- Nextdot
- OCT Santé
- Oroxcell
- Pherecydes Pharma
- Primadiag
- Regulaxis
- Sleep Apnea Biotech Innovation
- Spectralys Innovation
- Tunstall Vitaris